# Frederick Schiller Faust
Frederick Schiller Faust (Seattle, 1892. május 29. – Santa Maria Infante, Minturno, Latina megye, 1944. május 12.) amerikai író, forgatókönyvíró. Különösen a vadnyugati kalandregényei arattak nagy sikert.
Leginkább a Max Brand írói név alatt lett ismert, de ezen kívül használta még a George Owen Baxter, Martin Dexter, Evin Evans, George Evans, David Manning, Peter Dawson, John Frederick, Pete Morland, George Challis, Peter Ward és Frederick Frost írói álneveket is.
Több mint 900 novellája és regénye jelent meg. Zane Gray mellett a 20. század egyik leghíresebb és legsikeresebb nyugati szerzője volt.

## Életpályája
Gilbert Leander Faust és Elizabeth Uriel fia volt. Szülei még kisgyermek korában meghaltak. Kaliforniában nevelkedett, majd a Berkeley Egyetemen folytatta tanulmányait és ott is kezdett el írni. De mint problémás hallgató, gondjai voltak a vizsgái letételével, ezért otthagyta az egyetemet és inkább utazgatott. Az utazás szeretete egész életében megmaradt. Az 1910-es években jelentek meg első novellái különféle ponyva magazinokban. Az első világháború idején az amerikai hadsereg elutasította jelentkezését. 1917-ben vette feleségül Dorothy Schilliget. Két gyermekük született. Egyre többet írt, és novellaíróként kezdett nevet szerezni magának. Ebben az időben teremtette meg Dr. James Kildare, a fiatal orvos népszerű alakját egy sor ponyvaregényében. Kildare karakterét több évtizeden keresztül különféle más médiában is szerepeltették. Többek között a Paramount Pictures és a Metro-Goldwyn-Mayer (MGM) filmjeiben, egy rádiós és két televíziós sorozatban, valamint képregényekben is. 1930 körül figyelt fel rá Hollywood, és a Warner Brothers kezdte forgatókönyvíróként foglalkoztatni. Korának egyik legsikeresebb és legjobban fizetett szerzője volt. Számos regényét és novelláját filmesítették meg Hollywoodban, mint például 1939-ben a Destry Rides Again (Destry újra nyeregbe száll) című regényét James Stewart és Marlene Dietrich főszereplésével. 1950-ben bemutatták az Éneklő fegyverek (Singing Guns) című filmadaptációt.
1944 elején Faust, Gruber és írótársa, Steve Fisher a Warner Brothersnél dolgoztak. Egyik délutáni baráti iszogatásukon részt vett Nee ezredes, aki műszaki tanácsadó volt Washingtonban. Néhány pohár whisky után Faust megemlítette neki, hogy jelentkezni akar a gyalogsághoz, hogy megismerhesse a háborút, és élményei alapján később egy nagy háborús regényt írhasson. Nee ezredes megígérte, hogy elintézi neki, és néhány héttel később Faust valóban meg is kapta olaszországi haditudósítói megbízását a Harper's Magazine-tól. 1944-ben az Olaszországban harcoló amerikai csapatokkal tartva sebesült meg halálosan egy srapneltől.

## Művei Max Brand név alatt
Dan Barry sorozat
- Párduckölyök (The Untamed,[1] 1919), Pesti Hírlap könyvek 54., Légrády Testvérek, Budapest, 1928; Magyar Média, Budapest, 1989, ISBN 9632730488, Hermész Média, Budapest, 2015, ISBN 9786155549106 (az eddigi kiadások Gaál Andor fordítása alapján)
- The Night Horseman (1920)
- Ki lesz a hetedik? (The Seventh Man, 1921), Pesti Hírlap könyvek 70., Légrády Testvérek, Budapest, Budapest, 1929; Markon Kft., 1990, fordította: Gáspár Margit (Gáspár Miklós élnéven), ISBN 9630276895
- Dan Barry lánya (címváltozat: Hajtóvadászat;[2] Dan Barry’s Daughter, 1923), Fapados, Budapest, 2012

Ronicky Doone trilógia
- Ronicky Doone (1921)
- Ronicky Doone’s Treasures (1922)
- Ronicky Doone’s Rewards (1922)

Silvertip sorozat
- Silvertip (1941)
- The Man from Mustang (1942)
- Silvertip’s Strike (1942)
- Silvertip’s Roundup (1943)
- Silvertip’s Trap (1943)
- Silvertip’s Chase (1944)
- Silvertip’s Search (1945)
- The Stolen Stallion (1945)
- Valley Thieves (1946)
- Mountain Riders (1946)
- The Valley of Vanishing Men (1947)
- The False Rider (1947)

Dr. Kildare sorozat
- Internes Can’t Take Money (1936)
- Whiskey Sour (1938)
- Young Doctor Kildare (1938)
- Calling Dr. Kildare (1939)
- Dr. Kildare titka (The Secret of Dr. Kildare, 1939), Palladis R.-T. Kiadása, Budapest, fordította: Dr. Fekete Oszkár
- Dr. Kildare’s Girl and Dr. Kildare’s Hardest Case (1940)
- Dr. Kildare Goes Home (1940)
- Dr. Kildare’s Crisis (1941)
- The People vs. Dr. Kildare (1941)

Tizzo the Firebrand sorozat
- The Firebrand (1934)
- The Great Betrayal (1935)
- The Storm (1935)
- The Cat and the Perfume (1935)
- Claws of the Tigress (1935)
- The Bait and the Trap (1935)
- The Pearls of Bonfadini (1935)

További regényei
- Above the Law (1918)
- Devil Ritter (1918)
- Harrigan! (1918)
- Riders of the Silences (1919)
- Vágtató bosszú (Trailin'!, 1919), 1 pengős regények 62., Pallas Nyomda, Budapest, 1933, fordította: Endre Dénes
- The Man Who Forgot Christmas (1920)
- Black Jack (1921)
- Bull Hunter (1921)
- Donnegan (Gunman's Reckoning) (1921)
- The Long, Long Trail (1921)
- Sheriff Larrabee's Prisoner (1921)
- A Shower of Silver (1921)
- Way of the Lawless (1921)
- Alcatraz (1922)
- The Garden of Eden (1922)
- Wild Freedom (1922)
- His Name His Fortune (1923)
- Outlaw Breed (1923)
- The Quest of Lee Garrison (1923)
- Rodeo Ranch (1923)
- Rustlers of Beacon Creek (The Winged Horse)(1923)
- Soft Metal (1923)
- Under His Shirt (1923)
- The Tenderfoot (1924)
- In the River Bottom's Grip (1925)
- Acres of Unrest (1926)
- Werewolf (1926)
- The White Cheyenne (1926)
- The Mountain Fugitive (1927)
- The Mustang Herder (1927)
- The Sheriff Rides (Silver Trail) (1928)
- King of the Range (címváltozat: Strength of the Hills) (1929)
- Márványarc (Marbleface, címváltozatok: Pokerface; The Tough Tenderfoot, 1930), 1940
- Sixteen in Nome (1930)
- The Hair-Trigger Kid (1931)
- The Boy who Found Christmas (1932)
- A fehér farkas (The Lightning Warrior, címváltozat: The White Wolf, 1932), Fónagy Kamill kiadás, Budapest, 19??, fordította: Magyar Tibor[3]
- Arany a sivatagban (Gunman's gold, 1933), Palladis, Pengős regények, Budapest, 1940, fordította: Forcher Irma
- The King Bird Rides (Kingbird's Pursuit) (1933)
- The Red Bandanna (1933)
- Red Devil of the Range (címváltozatok: The Red Pacer; Horseback Hellion; The Man From savage Creek) (1933)
- A banditakirály, Légrády, Pesti Hírlap könyvek 349-350., Budapest, 1934, fordította: Görög Imre
- The Song of the Whip (1936)
- Koponyavadászok szövetsége, Tarka könyvek, Hungária Nyomda, Budapest, 1947
- Az ismeretlen bosszuálló (Outlaw breed), Svédországi Magyar Kiadó, Fekete sorozat 1., Malmö, 1959, fordította: Kovácsi Ferenc
- A fenegyerek (Brothers on the trail), Fabula, Budapest, 1990, fordította: Gaál Eszter, ISBN 9637885110
- The bandit of the black hills (1971?)

## Regényei magyarul
(Az alábbi magyar nyelven megjelent könyveiről egyelőre nem azonosítható be, hogy mely műveinek fordításai.)
- Hajtóvadászat I-II. (His third master), Pesti Hírlap könyvek 106-107., Légrády Testvérek, Budapest, 1929, fordította: Gáspár Margit
- Max Brand: A makrancos kisasszony (?), Légrády Testvérek, Budapest, 1929; Fabula, Budapest, 1991, ISBN 9637885218 (mindkét kiadás fordítója Kosáryné Réz Lola)
- A vörös sólyom I-II., Pesti Hírlap könyvek 59-60., Légrády Testvérek, Budapest, 1929, fordította: Gáspár Margit (Gáspár Miklós álnéven)
- Max Brand: Pepilló, Pesti Hírlap könyvek 160., Légrády Testvérek, Budapest, 1931, fordította: Faragó Jenő
- A titokzatos ranch, Pesti Hírlap könyvek 213., Légrády Testvérek, Budapest, 1932; Hermész Média, Budapest, 2015, ISBN 9786158018180 (mindkét kiadás Margittai Szaniszlóné fordítása alapján)
- Fegyver és szerelem, Pesti Hírlap könyvek 227-228., Légrády Testvérek, Budapest, 1932, fordította: G. Beke Margit
- Destry leszámol I-II., Pesti Hírlap könyvek 267-268., Légrády Testvérek, Budapest, 1933, fordította: György Tamás
- A gyáva hős I-II., Pesti Hírlap könyvek 359-360., Légrády Testvérek, Budapest, 1934, fordította: Gáspár Margit (M. B. szignóval)
- A halálfejes bika I-II., Pesti Hírlap könyvek, Légrády Testvérek, Budapest, 1934;, fordította: Fodor Zoltán
- Óriások párbaja I-II., Pesti Hírlap könyvek, Budapest, 1934, fordította: Gáspár Margit (V. A. szignóval)
- Az ember, a ló és a kutya, Pesti Hírlap könyvek, Budapest, 1935, Markon, Budapest, 1990, ISBN 9630276887
- Két világ száműzöttje I-II., Pesti Hírlap könyvek, Budapest, 1935, fordította: Gáspár Margit (M. A. szignóval)
- A helyettes csendbiztos I-II., Pesti Hírlap könyvek, Légrády Testvérek, Budapest, 1935, fordította: Fodor Zoltán
- Át a Rio Grandén (South of Rio Grande, 1936), Fabula, Budapest, 1989, fordította: Szabó Edit, ISBN 9630263378
- A bosszúálló, Budapest, 1936, fordította: Gáspár Margit (B. M. szignóval)
- Vörös ász I-II., Pesti Hírlap könyvek, Légrády Testvérek, Budapest, 1936, fordította: Balogh Barna
- Vér nem válik vízzé, Budapest, 1936, fordította: Gáspár Margit (M. V. szignóval)
- Vérbosszú, Budapest, 1936, fordította: Gáspár Margit (B. G. szignóval)
- Saskirály I-II., Légrády Testvérek, Budapest, 1937, fordította: Gáspár Margit (B. F. szignóval)
- A láthatatlan diktátor, Budapest, 1937, fordította: Gáspár Margit (K. E. szignóval)
- A szerelmes revolverhős, Budapest, 1937, fordította: Gáspár Margit (L. M. szignóval)
- A vidám Jack I-II., Pesti Hírlap könyvek, Légrády Testvérek, Budapest, 1937,[4] fordította: Gáspár Margit (A. S. szignóval)
- Villám Jim I-II., Budapest, 1937, fordította: Gáspár Margit (Gy. L. szignóval)
- A bizalmi ember I-II., Légrády Testvérek, Budapest, 1938, fordította: Gáspár Margit (A. V. szignóval)
- Gavallér revolverhősök, Budapest, 1938, fordította: Gáspár Margit (S. M. szignóval)
- Vér és arany, Pesti Hírlap könyvek, Légrády Testvérek, Budapest, 1938, fordította: Gáspár Margit (M. L. szignóval)
- Revolverek zenéje I-II., Pesti Hírlap könyvek, Légrády Testvérek, Budapest, 1939, fordította: Gáspár Margit (A. N. szignóval)
- A keményöklű cowboy, 1940
- Max Brand: A mosolygó ember, A Kaland 111 filléres regényei, Kaland, Budapest, 194?
- Géher István – Mesterházi Márton (szerkesztésében): Vadnyugat (benne Max Brand: Sivatagi bor), Európa, Budapest, 1966
- A bajkeverő kölyök (Trouble kid), Fabula, Budapest, 1989, fordította: Szabóné Mohácsi Enikő, ISBN 9630268450
- Az ember, a ló és a kutya, Pesti Hírlap könyvek, Budapest, 19??; Markon Kft., 1990, ISBN 9630276887
- Beszéljenek a fegyverek (Singing guns) DNM K, Százhalombatta, 2007, fordította: Kovács Ferenc, ISBN 9789639783003
- Hajtóvadászat (), Pesti Hírlap könyvek, Budapest, 19??; Marconlease, Budapest, 1991, 2008, fordította: Varga István, Németh Zoltán, ISBN 9637574026; Fapadoskonyv.hu, Budapest, 2013, ISBN 9789633445426
- 50000 dollár kalandjai, Hermész Média, Budapest, 2015, ISBN 9786158018173
- Max Brand: A boldogok völgye (Hes Yellow Jacket), magánkiadás?, 2. kiadás?: Boldogok völgye, Hermész Média, Budapest, 2015, ISBN 9786155605109
- Két testvér, Fónagy Kamill, Budapest, fordította: Várady György
- A csodalovak völgye, Fónagy Kamill, Budapest, fordította: Fülöp Zsigmond
- Völgyi keselyűk I-II., Légrády Testvérek, Budapest, 1932
- A tigris[5] Fónagy Kamill kiadás, Budapest, 19??, fordította: Gáspár Margit (Gáspár Miklós álnéven)
- A „Főnök” nyomában (Duplicate Chevi) Astra, Budapest, 1944, fordította: Sebesta Elek Imre
- Élve vagy holtan I-II-III-IV.
- Két testvér, Fónagy Kamill, Budapest, fordította: Várady György
- Max Brand: Az aranybánya, Unio, Budapest, 1943, 218 oldal, fordította: Fülöp Zsigmond

## Művei Evan Evans név alatt
- Rajta, Montana! (Montana rides again), 1 pengős regények, Budapest, 19??; Pallas, Budapest, 1988, ISBN 9632721926
- Montana lóra kap (Montana rides), Dekaro könyvek, Palladis, Budapest, 1934
- Montana újra átkel a nagy folyón (The song of the whip), Félpengős regények, Palladis, Budapest, 1940, fordította: Wiesner Juliska

## Művei David Manning név alatt
- Egzotikus kedvencek kézikönyve, Gold Book, Debrecen, 1998, ISBN 9789634250166

## Művei Peter Ward név alatt
- Dragon Horse
- Kitsch in Sync

## Művei George Owen Baxter név alatt
- "Sunset" Wins (1923)
- The Black Rider (1925)
- A repülő táltos (Brother of the Cheyennes), Félpengős regények, Palladis, Budapest, fordította: Félegyházi Endre
- A tigris; Palladis, Budapest, 193?, fordította: Lendvai István
- Törvényen kívül (Free Range Lanning), A Nova kalandos regényei 8., Nova Irodalmi Intézet, Budapest, 1935, fordította: Torday György
- Arizona, a vakmerő  (The Rangeland Avenger, 1922), A Nova kalandos regényei 32., Nova Irodalmi Intézet, Budapest, 1936, fordította: Barlay Péter (Tábori Pál)
- A rablókirály – alvilági mérkőzés I-II.;[6] Pesti Hírlap könyvek 263-264., Légrády Testvérek, Budapest, 1932-1933, fordította: Margittai György álnéven Görög Imre
- A sátán cimborája, A Nova kalandos regényei 2.?, Nova Irodalmi Intézet, Budapest, 1935, fordította: Barlay Péter (Tábori Pál)
- A vágtató árnyék, A Nova kalandos regényei 5.?, Nova Irodalmi Intézet, Budapest, 1935, fordította: Torday György
- Embervadászok (The Long Long Trail), A Nova kalandos regényei 11., Nova Irodalmi Intézet, Budapest, 1935, fordította: Tábori Kornél
- A prérik vörös ördöge[7] (The Red Devil of the Ranch), A Nova kalandos regényei 21., Nova Irodalmi Intézet, Budapest, 1936, fordította: Török Iván
- A suttogó végzet (The Whispering Outlaw (címváltozat: The Whisperer of the Wilderness), 1924), A Nova kalandos regényei 17., Nova Irodalmi Intézet, Budapest, 1936, fordította: Tábori Kornél
- Az elnémult revolver, A Nova kalandos regényei 15.?, Nova Irodalmi Intézet, Budapest, 1936, fordította: Barlay Péter  (Tábori Pál)
- King Charley, a csavargó, A Nova kalandos regényei 46., Nova Irodalmi Intézet, Budapest, 1937, fordította: Barlay Péter  (Tábori Pál)
- Az utolsó golyóig, A Nova kalandos regényei 69., Nova Irodalmi Intézet, Budapest, 1938, fordította: Rejtő Jenő

## Képregény magyarul
- Max Brand – Cs. Horváth Tibor: Tűznyelő, 1-12. rész (Füles, 1981. 20-31. szám)

## Filmek regényeiből
Regényeiből 55 film illetve filmsorozat született. Ezek egy részénél forgatókönyv íróként is közreműködött. Magyarországon filmjei közül csak hetet mutattak be eddig:
- Óh, te Tony! (Just Tony, amerikai westernfilm, 1922, rendezte: Lynn Reynolds)
- Asszonyok a rendelőben (Young Dr. Kildare, amerikai kórházfilm, 1938, rendezte: Harold S. Bucquet)
- Dr. Kildare különös esete (Calling Dr. Kildare, amerikai kórházfilm, 1939, rendezte: Harold S. Bucquet)
- Dr. Kildare titka (The Secret of Dr. Kildare, amerikai kórházfilm, 1939, rendezte: Harold S. Bucquet)
- Asszonylázadás (Destry Rides Again, amerikai vadnyugati vígjáték, 1940, rendezte: George Marshall)
- A banditák (The Desperadoes, amerikai vadnyugati vígjáték, 1943, rendezte: Charles Vidor)
- Bizonytalan dicsőség (Uncertain Glory, amerikai bűnügyi film, 1944, rendezte: Raoul Walsh)

## Fordítás
- Ez a szócikk részben vagy egészben  a   Frederick Schiller Faust című német Wikipédia-szócikk ezen változatának fordításán alapul.  Az eredeti cikk szerkesztőit annak laptörténete sorolja fel. Ez a jelzés csupán a megfogalmazás eredetét és a szerzői jogokat jelzi, nem szolgál a cikkben szereplő információk forrásmegjelöléseként.